# 오현종 (연출가)
오현종은 대한민국의 텔레비전 드라마 연출감독이다.

## 학력 및 경력
- MBC 드라마본부 PD

## 드라마
- 2011년 ~ 2012년  MBC 주말 연속극 《천 번의 입맞춤》 ... 공동연출
- 2012년  MBC 주말 특별기획드라마 《닥터 진》... 공동연출
- 2013년  MBC 수목 미니시리즈 《7급 공무원》 ... 공동연출
- 2013년  MBC 수목 미니시리즈 《메디컬 탑팀》 ... 공동연출
- 2013년  MBC 드라마페스티벌 2013 《상놈 탈출기》... 연출
- 2014년  MBC 수목 미니시리즈 《개과천선》 ... 공동연출
- 2015년  MBC 일일 연속극 《딱 너 같은 딸》... 공동연출
- 2016년 ~ 2017년  MBC 수목 미니시리즈 《역도요정 김복주》 ... 연출
- 2017년 ~ 2018년  MBC 월화 미니시리즈 《투깝스》 ... 연출
- 2020년  MBC 수목 미니시리즈 《그 남자의 기억법》 ... 공동연출
- 2021년  JTBC 월화 미니시리즈 《한 사람만》 ... 연출
- 2023년  JTBC 월화 미니시리즈 《닥터 슬럼프》 ... 연출